# Балхаш
Балха́ш (каз. Балқаш) — безстічне озеро на південному сході Казахстану; 17—22 тис. км², глибина до 26 м; завдовжки 605 км, завширшки до 74 км; у західній частині вода прісна (впадає річка Ілі), у східній — солонувата.
У льодовиковий період озеро було з'єднане з сусіднім озером Алаколь і мало площу 102 тис. км². Різниця рівнів сучасних і стародавніх озер становить у середньому 100—200 м. У післяльодовиковий час клімат став сухішим та теплішим, льодовики, які живили велетенське озеро, відступили високо в гори. Озеро почало поступово висихати, зменшуватись у розмірах, засолюватись.
Озеро розташоване в осяжній Балхаш-Алакольській улоговині. Висота над рівнем моря 340 м (рівень води коливається з різною періодичністю) Площа 17—22 тис. км², довжина 605 км, ширина від 9—19 км у східній частині до 74 км у західній. Об'єм водної маси 112 км³. Площа басейну близько 501 тис. км². Найбільша глибина 26 м.
Озеро Балхаш ділиться протокою (Узун-Арал) завширшки 3 км на дві частини, що різко розрізняються: західна частина мілководна і має прісну воду, східна частина — глибока і має велику солоність (від 3,5 до 6 г/л). У західну частину Балхаша впадає велика річка Ілі (80 % усього притоку води), в східну — невеликі річки Каратал, Аксу, Лепси, Аягуз тощо.
Берегова лінія досить звивиста. Береги розчленовані численними затоками і бухтами. Островів мало, найбільші — Басарал і Тасарал.
Клімат у районі озера пустельний. Середня температура липня близько 24 °C, січня близько −8 °С.

## Назва і легенда
Топонім «Балхаш», за однією з версій, походить від слова balkas татарської, казахської та алтайської мов, яке означає «болотиста місцевість, покрита купинами» або «купини на болоті». У казахській мові «балкыту» значить «плавка металу», «плавити». Етимологію від «балку» підтверджують археологічні дані експедиції академіка А. Маргулана (див. нижче розділ «Історія») по Прибалхашшю як вогнищу давньої металургії епохи енеоліту і ранньої бронзи, а також бореальний (ностратичний) характер дієслівної праформи *Blķ (праіндоєвропейське *Brķ), що означає «виблискувати», «горіти», «палити», «танути», «розтоплюватись».
Згідно з легендою про походження озера, заможний чародій Балхаш мав красуню-доньку Ілі. Коли прийшов час видавати Ілі заміж, Балхаш оголосив, що видасть її тільки за найбагатшого, найвродливішого і найсильнішого. Серед прибулих женихів були два сини китайського імператора з караванами, навантаженими дорогими товарами, сини монгольського хана з табунами коней і сріблом, а також молоді бухарські купці з килимами й виробами зі слонової кістки. Однак був серед тих, хто побажав випробувати щастя, й бідний пастух Каратал, який одразу ж сподобався нареченій.
Після змагань, на яких Каратал здобув перемогу, обурений Балхаш вигнав його. Однак Ілі вночі втекла з рідного дому й поскакала на коні з обранцем від злого батька. Дізнавшись про втечу дочки, Балхаш наклав закляття на коханих, і вони перетворилися на дві річки, що стрімко несуть свої води з гір. А щоб річки ніколи не з'єдналися, Балхаш впав між ними і став сивим від пінних хвиль озером.

## Історія
Перші історико-географічні відомості про озеро Балхаш з'явилися у китайців, які, маючи контакти із Середньою Азією, раніше за інших змогли познайомитися з цим регіоном. Простір на захід від Великого китайського муру китайці називали «Сі-Юй» (Західний край) і знали про його існування ще в 126 році до н. е. У 607 році складено мапи 44 держав, що існували тоді в Середній Азії, однак ці описи не збереглися. Від VIII століття територія від озера до гір Тянь-Шаню відома під назвою Семиріччя (каз. Жетісу, кирг. Жетисуу), де змішувалися культури кочових (тюрків та монголів) і осілих народів Середньої Азії.
Александер фон Гумбольдт вважав, що озеро Балхаш було відоме китайцям під назвою «Сі-Хай» (Західне море; ця назва була перенесена в атлас 1855 року). Назва «Балхаш-Нор» (Balas-nur — «озеро Балхаш»), яку дали озеру джунгари, є на мапі Юліуса Клапрота 1833 року, складеній за знімками європейських послів. Тюрки і монголи, що позначали білим кольором всі географічні об'єкти на захід від своїх поселень, назвали його «Ак-Денгіз» («біле море»), а коли кордони їх держав відсунулися на захід, то озеро стало «синім» (східним) — «Кукча-Денгіз». Казахи називали озеро «Тенгіз» (каз. Теңіз), що означає «море».

### XVII—XIX століття
У другій редакції Книги Великому Кресленню (1627) озеро відсутнє, хоча є інформація про інші внутрішні водойми, наприклад про Аральське море. На мапі під назвою «Креслення землі всього безводного і малопрохідного кам'яного степу», яку склав 1695 року тобольський картограф Семен Ремезов, озеро Балхаш наявне під назвою «море Тенгіз». Потрібно сказати, що озеро було позначене досить неточно — на заході з нього витікають Сирдар'я і Амудар'я, а на сході впадає 8 річок. У центрі Балхаша позначений великий гористий острів Коїшор. Попри ці невідповідності, слід зазначити, що автори виконали величезну роботу, склавши креслення зі слів старожилів і послів.
У XVIII столітті «Тенгіз» з'являється на декількох мапах: на мапі шведського офіцера Й. Г. Рената, яка вийшла 1716 року (обриси озера були найбільш близькі до дійсності), а також на «мапі Росії у Великій Татарії» капітана Філіппа Страленберга, що вийшла 1730 року в Стокгольмі.
Після падіння Джунгарського ханства в 1756 році разом з караванами до Західного Китаю стали посилати геодезистів, і до початку XIX століття існувало вже кілька мап Джунгарії, складених за розпитами, однак достовірних відомостей про Прибалхашшя й саме озеро не було. 1834 року астроном В. Ф. Федоров визначив точне положення озера Балхаш і частково відзняв його узбережжя, а від 1837 до 1843 року відбулось кілька експедицій в район озера, вивчено його береги й проведено пробний вилов риби, який показав відсутність червоної риби і незначність улову, якщо порівняти з рибним промислом на озері Зайсан. Експедиція 1851—1852 років вивчила глибини озера й можливість судноплавства на ньому. За часів китайської династії Цін (1644—1911 рр.) озеро було північною межею китайської держави, але в 1864 році, відповідно до російсько-китайської угоди про північно-західний кордон, Балхаш і прилеглі до нього території відійшли до Російської імперії. У 1850—1860 роках впадину Балхаша й басейн річки Ілі досліджував казахський вчений Чокан Валіханов, який вказав на схожість походження й історичного формування впадин Балхаша та Алаколя.

### XX століття

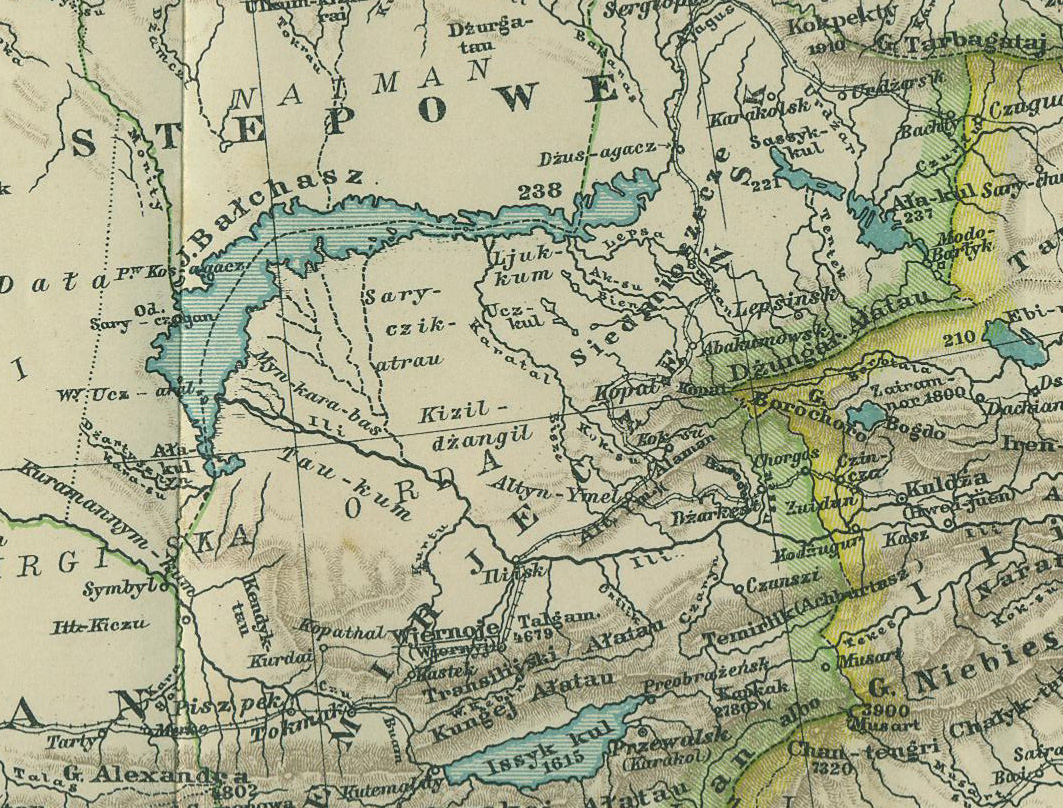
Озеро Балхаш і прилеглі території на мапі 1903 року, з енциклопедії Самуеля Оргельбранда

Великий внесок у дослідження озера Балхаш зробив російський географ Лев Семенович Берг. У 1900—1906 роках Туркестанський відділ Російського географічного товариства доручив йому провести географо-гідрологічне дослідження Аральського моря. Під час цієї експедиції в 1903—1904 роках він, серед іншого, провів інструментальну зйомку берегів Балхаша, району нижньої течії Ілі й прилеглих до озера областей. Крім того, Берг досліджував саме озеро і його можливі зв'язки з Аральським морем і довів, що Балхаш лежить за межами Арало-Каспійського басейну і що вони не були з'єднані в геологічному минулому. Цікаво відзначити, що, коли Лев Семенович Берг вивчав озеро Балхаш, він прийшов до висновку, що воно не всихає і вода в ньому прісна. Дослідник стверджував, що «Балхаш колись зовсім висох, а потім знову наповнився водою, відтоді він ще не встиг осолонитися». З цих результатів і з бідності фауни озера був зроблений висновок про невеликий вік водойми.
Детальну фізико-географічну характеристику басейну озера Балхаш виконав в 1910 році Б. Ф. Мефферт. Він вивчив річкові системи Моїнти, Джамчі і Токрау, розташовані в північному Прибалхашье, і відніс ґрунтовий покрив до лесоподібного типу. Мефферт вважав, що Північне Прибалхашшя за своєю геологічною будовою належить до стародавнього палеозою. Крім того, він висловив думку, що, коли рівень води в Балхаші був на 30 метрів вищий від сучасного, то озеро було з'єднане з розташованими на схід від нього озерами Сасикколь, Алаколь і Ебі-Нур.
За радянських часів дослідження озер Середньої Азії проводив Державний гідрологічний інститут. Особливу увагу приділяли фізико-хімічному напрямку досліджень мінеральних озер для потреб соляної і хімічної промисловості, а також бальнеотерапії.

## Походження озера

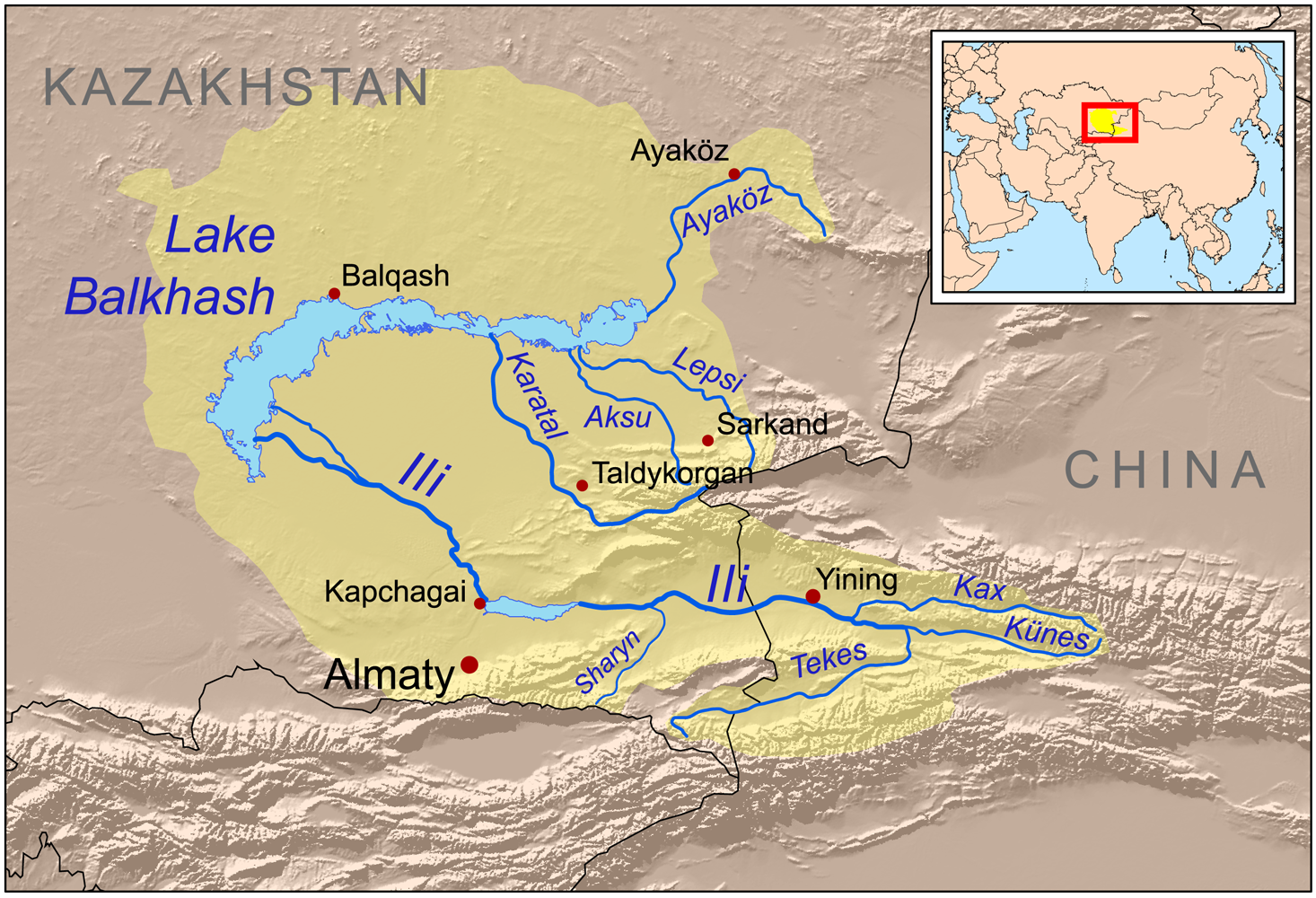
Басейн озера Балхаш.

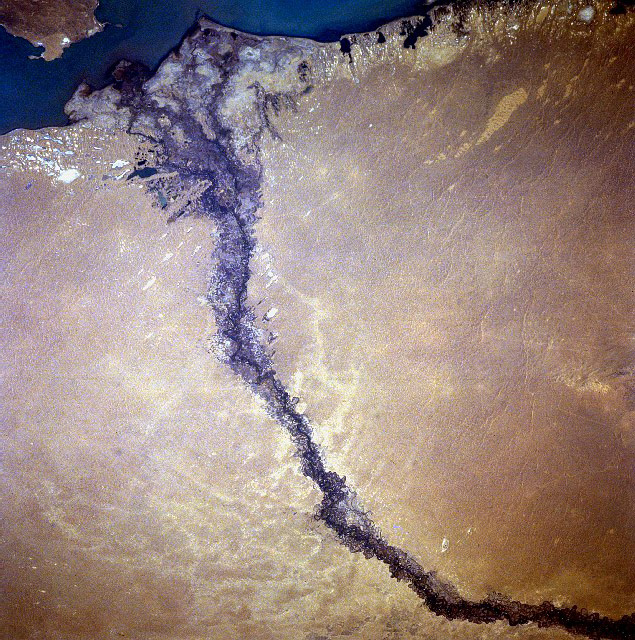
Супутниковий знімок гирла Каратала.

Балхаш розкинувся в найглибшій частині великої Балхаш-Алакольської улоговини, яка утворилася внаслідок пологого прогину Туранської плити в неоген — четвертинний період і згодом заповнилася піщаним алювієм. Котловина належить до системи розломів Джунгарського Алатау, в яких також розташовані озера Сасикколь, Алаколь і Ебі-Нур (за Джунгарською брамою). Ці озера є залишками стародавнього Ханкайського моря, яке колись займало всю Балхаш-Алакольську западину, але не з'єднувалося з Арало-Каспійським басейном.

## Рельєф
Площа озера Балхаш становить близько 16,4 тис. км² (2000), що робить його найбільшим з озер, повністю розташованих на території Казахстану. Балхаш лежить на висоті приблизно 340 м над рівнем моря і має форму півмісяця. Завдовжки воно близько 600 км, ширина змінюється від 9—19 км в східній частині до 74 км у західній. Довжина берегової лінії стоновить 2385 км. Півострів Сариесік, що розташований приблизно посередині озера, гідрографічного ділить його на досить відмінні частини. Західна частина відносно мілководна й майже прісна, а східна має велику глибину і солону воду. Через протоку Узинарал (каз. Ұзынарал — «довгий острів») завширшки 3,5 км, яку формує півострів, вода із західної частини поповнює східну. Глибина протоки становить близько 6 м.
|  | Цифрами позначені найбільші півострови, острови і затоки: 1. Півострів Сариесік, що розділяє озеро на дві частини, і протоку Узинарал 2. Півострів Байгабил 3. Півострів Балай 4. Півострів Шаукар 5. Півострів Кентубек 6. Острови Басарал і Ортаарал 7. Острів Тасарал 8. Затока Шемпек 9. Затока Саришаган |

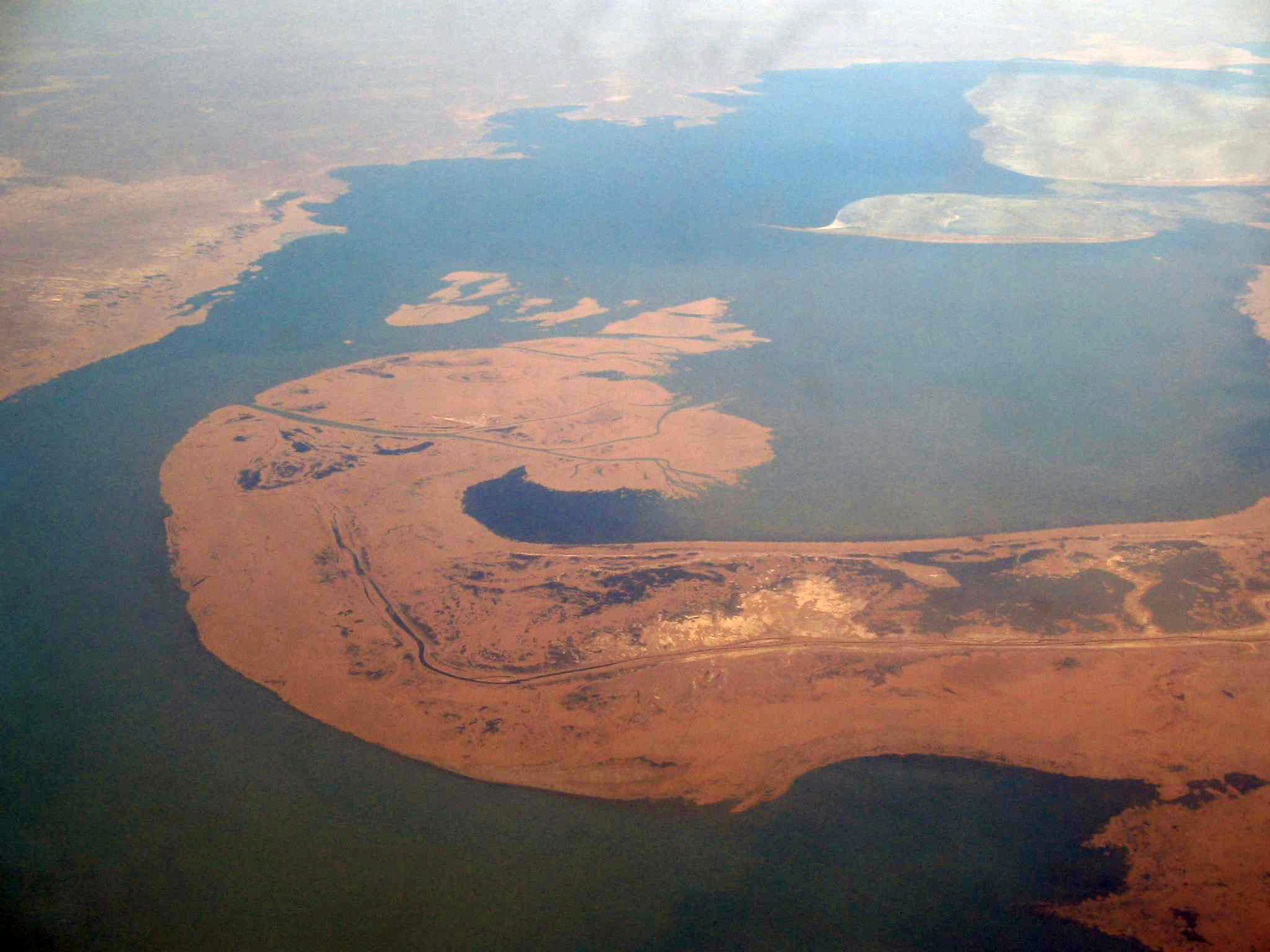
Краєвид з літака на півострів Сариесік і протоку Узинарал

Котловина озера складається з декількох маленьких западин. У західній частині Балхаша є дві западини завглибшки до 7—11 м — одна з яких простягнулася з західного узбережжя від острова Тасарал до мису Коржинтубек, друга тягнеться на півдні від затоки Бертис, яка є найглибшим місцем західного Балхаша. Глибина западини східного Балхаша досягає 16 м, найбільша глибина всій східної частини — 27 м. Середня глибина всього озера становить 5,8 м, загальний об'єм води — близько 112 км³.
Західні й північні береги Балхаша високі (20—30 м) і скелясті, складені палеозойськими породами (порфіри, туфи, граніти, сланці, вапняки) й мають сліди давніх терас. Південні береги від затоки Карашаган до дельти річки Ілі низькі (1—2 м) і піщані, періодично затоплюються в повінь (через що поцятковані численними дрібними озерами), місцями зустрічаються прибережні пагорби заввишки 5—10 м. Берегова лінія дуже звивиста і розчленована численними затоками та бухтами. Великі затоки західної частини: Саришаган, Кашкантеніз, Каракамис, Шемпек (південний кінець озера), Балакашкан і Ахметсу. У східній частині виділяють затоки Гузколь, Баликтиколь, Кукун і Карашиган, там само розташовані півострови Байгабил, Балай, Шаукар, Кентубек і Коржинтубек. У роки зі значною кількістю опадів, коли рівень Балхаша підіймається вище відмітки 342,5 м, він з'єднується з прибережними озерами на півдні, наприклад, з Ітішпесом.
Великих островів на озері мало, Басарал і Тасарал (найбільші), а також Ортаарал, Аякарал і Олжабекарал розташовані в західній частині озера. У східній частині лежать острови Озинарал, Ултаракти і Коржин, а також острів Алгази. Загалом на озері налічується 43 острови загальною площею 66 км², проте зі зниженням рівня води утворюються нові острови, а площа вже наявних збільшується.

## Живлення озера й рівень води
Балхаш-Алакольський басейн має площу 512 тис. км², а його сумарний поверхневий стік у середній за водністю рік становить 27,76 км³, включаючи 11,5 км³, що надходять з території КНР. Площа водозбірного басейну тільки озера Балхаш становить близько 413 тис. км², причому 15 % його території лежить на північному заході Сіньцзян-Уйгурського автономного району Китаю, і невелика частина — в Киргизстані. З сумарного стоку Балхаш-Алакольського басейну 86 % припадає на озеро Балхаш, стік річки Ілі становить до 12,3 км³/рік(за даними ВРЕ — близько 23 км³ на рік). Ілі, яка впадає в західну частину озера, дає 73-80 % загального притоку води в озеро. Річка бере початок у горах Тянь-Шаню і живиться, здебільшого, льодовиками, що обумовлює денні та сезонні коливання рівня води — період танення гірських льодовиків припадає на червень — липень. При впадінні в озеро Ілі утворює дельту площею 8 тис. км² з безліччю проток (Кур-Лі, Ак-Узек, Джиде та інші). Дельта Ілі відіграє роль природного регулятора, віддаючи в посушливі роки частину накопиченої води озеру. Вище за течією річки, неподалік від села Баканас, від Ілі справа відходить сухе русло Баканас (дельта) — один із стародавніх рукавів Ілі, що впадав у озеро на схід від півострова Сариєсік.
У східну частину озера впадають річки Каратал, Аксу, Лепси, крім того, озеро підживлюється ґрунтовими водами. Річка Каратал, яка бере початок на схилах Джунгарського Алатау є другою за значущістю притокою озера Балхаш. Води річки Аягуз, що живили східну частину озера до 1950-х років, станом на 2004 рік практично вже не досягали його. Річна різниця в притоках західної і східної частин озера становить 1,15 км³.
Об'єм стоку в басейн озера у 2000 році становив 22,51 км³, з них:
- Прибуття поверхневих вод — 18,51 км³,
- Підземних — 0,9 км³,
- Через опади та лід — 3,1 км³.

Витрати за рік становили 24,58 км³:
- На випаровування — 16,13 км³,
- В дельті річки Ілі — 4,22 км³,
- Льодоутворення — 0,749 км³,
- Житлово-комунальне господарство — 243,97 млн м³,
- Промисловість — 219,14 млн м³,
- Сільське господарство — 3238,67 млн м³,
- Рибне господарство — 26,9 млн м³.

Площа і об'єм озера сильно змінюються згідно з довгострокових коливаннями і короткостроковими флуктуаціями рівня води. Довгострокові коливання мають амплітуду 12—14 м, мінімальні значення припали на період від V до X століття, а максимум рівня води спостерігали від XIII до XVII століття. На початку XX століття і від 1958 до 1969 року площа озера збільшувалася до 18—19 тисяч км², а під час посух, наприклад, наприкінці XIX століття, а також у 1930-х і 1940-х роках, озеро стискалося до 15,5—16,3 тисяч км². Амплітуда коливань рівня води в озері при цьому становила близько 3 м. Станом на 1946 рік площа поверхні озера становила 15 730 км², а об'єм — 82,7 км³. На початок 2000-х років озеро перебувло в стадії звуження через відведення річок, які впадають у нього, в господарських цілях. Так, на річці Ілі в 1970 році побудовано греблю Капчагайської ГЕС, що утворила Капчагайське водосховище. Під час заповнення цього резервуара водний баланс Балхаша був порушений, що викликало погіршення якості води, особливо в східній частині озера. Від 1970 до 1987 року рівень води знизився на 2,2 м, а об'єм — на 30 км³. Проведені дослідження показали, що якби природний режим живлення зберігся, то від 1975 року 1986 року все-одно настала б фаза скорочення озера, тобто антропогенні та природні фактори впливали на екосистему озера в одному напрямку. Пропонували варіанти розв'язання проблеми збільшення засоленості західної частини, що ґрунтувалися на поділі озера греблею, проте реалізація подібних планів була неможливою через економічну ситуацію в країні.
Мінімум рівня води в озері (340,65 метра над рівнем моря) був зафіксований 1987 року після закінчення заповнення Капчагайського водосховища, а в січні 2005 року спостерігалося підвищення рівня до 342,5 метра, яке деякі фахівці пов'язали з великою кількістю опадів, що випали останніми роками.

### Склад води
Озеро Балхаш відносять до напівпрісноводних озер — хімічний склад води залежить від гідрографічних особливостей водойми. Вода західної частини озера майже прісна (мінералізація становить 0,74 г/л) і більш каламутна (прозорість — 1 м), використовується для питного та промислового постачання. Східна частина має велику солоність (від 3,5 до 6 г/л) і прозорість (5,5 м). Загальна середня мінералізація по Балхашу — 2,94 г/л. Багаторічний (1931—1970) середній осад солей в Балхаші становить 7,53 млн т, запаси розчиненої солі в озері — близько 312 млн т. Вода в західній частині має жовтувато-сірий відтінок, а в східній колір змінюється від блакитного до смарагдово-блакитного, що помітно на супутникових знімках.

## Клімат

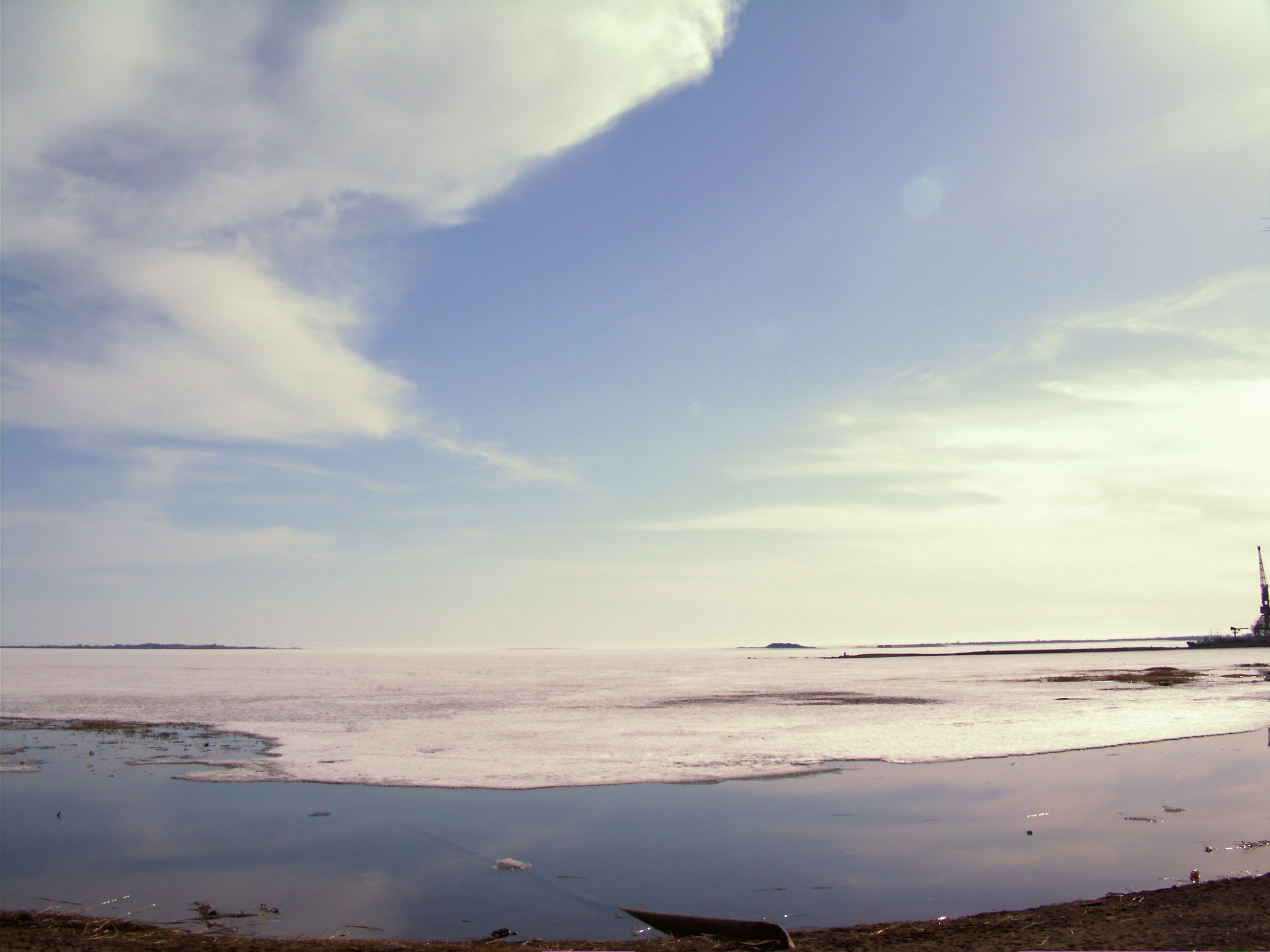
Озеро Балхаш навесні, 2008 рік

Клімат в районі озера є пустельним. Середня максимальна температура липня становить близько 30 °C, січня — близько −9 °C. Опадів у середньому випадає 131 мм на рік. Відносна вологість повітря становить 55—60 %.
Середня річна швидкість вітру близько 4,5—4,8 м/с, причому в західній частині озера переважають північні вітри, а в східній частині — північно-східні. Вітер викликає на озері великі хвилі (висота хвилі може досягати 2—3,5 м), в західній частині спостерігається постійна кругова течія, направлена за годинниковою стрілкою.
Кількість сонячних днів становить 110—130 на рік, енергетична освітленість — 15,9 МДж/м² за день. Балхаш належить до числа теплих озер, які добре прогріваються. Температура води на поверхні озера змінюється від 0 °C в грудні до 28 °C в липні. Середньорічна температура західної частини озера становить 10 °C, східної — 9 °C. Озеро щорічно замерзає, і лід зазвичай тримається з листопада до початку квітня, причому схід зледеніння зі східної частини відбувається із затримкою на 10-15 днів.
| Глибина                                            | Січ | Лют  | Бер | Кві | Тра  | Чер  | Лип  | Сер  | Вер  | Жов  | Лис | Гру |
| -------------------------------------------------- | --- | ---- | --- | --- | ---- | ---- | ---- | ---- | ---- | ---- | --- | --- |
| Східна частина озера                               |     |      |     |     |      |      |      |      |      |      |     |     |
| 0                                                  | —   | −0.2 | 0.2 | —   | 13.9 | 19.0 | 23.4 | 23.2 | 17.2 | 11.4 | —   | —   |
| 10                                                 | —   | 1    | —   | —   | 10.8 | 16.7 | 21.7 | 22.8 | —    | —    | —   | —   |
| 20 (біля дна)                                      | —   | 1.7  | 1.9 | —   | 8.9  | 13.7 | 14.6 | 19.7 | 17.1 | 11.5 | —   | —   |
| Західна частина озера (неподалік від міста Балхаш) |     |      |     |     |      |      |      |      |      |      |     |     |
| 0                                                  | —   | 0.0  | 0.8 | 6.7 | 13.3 | 20.5 | 24.7 | 22.7 | 16.6 | 7.8  | 2.0 | —   |
| 3 (біля дна)                                       | —   | 0.3  | 2.2 | 6.5 | 13.1 | 19.6 | 24.1 | 22.6 | 16.5 | 7.4  | 2.0 | —   |

## Тваринний та рослинний світ

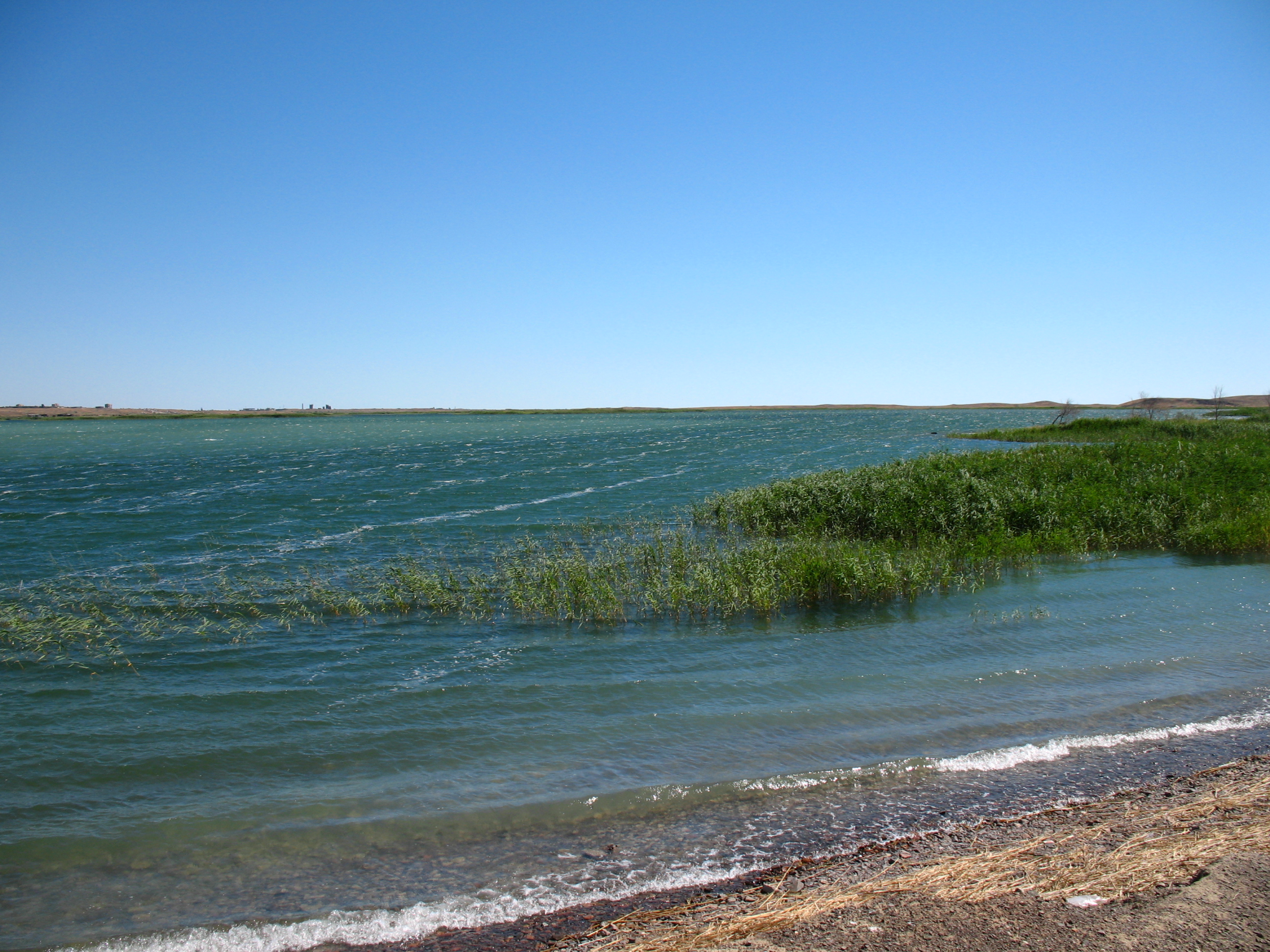
Прибережний очерет

На берегах озера росте туранга (в складі тугаїв) і верба, з тонконогоцвітих — очерет звичайний, рогіз південний (Typha angustata) і кілька видів куги — узбережна, озерна і ендемічний вид куга казахстанська (Scirpus kasachstanicus). Під водою зростають два види водопериці — колосиста і кільчаста, кілька видів рдеснику: блискучий, пронизанолистий, кучерявий, гребенястий і великоплодий (P. macrocarpus); трапляються пухирник звичайний, кушир занурений, а також два види різух (морська і мала). Фітопланктон, концентрація якого станом на 1985 рік становила 1,127 г/л, представлений численними видами водоростей.
Фауна озера була досить багата, але починаючи з 1970-х років біорізноманіття почало знижуватися через погіршення якості води. До того часу бентос був представлений молюсками, личинками ракоподібних, водних комах. Також представлені хірономіди і малощетинкові черви. Зоопланктон (концентрація 1,87 г/л, 1985) також був досить рясний, особливо в західній частині. В озері водилося близько 20 видів риб, з яких 6 були рідними — ілійськая (Schizothorax pseudoksaiensis) і балхаська (S. argentatus) маринки, балхаський окунь (Perca schrenkii), плямистий (Nemachilus strauchi) і одноколірний голець (N. labiatus) і балхаський гольян (Phoxinus poljakowi), а решта — інтродукованими: короп, шип, східний лящ (Abramis brama orientalis), аральський вусань (Barbus brachycephalus), сибірський ялець, короп, Лин, судак, сом, осман, срібний карась та інші. Основними промисловими рибами були сазан, судак, жерех і лящ.
Очерет, який рясно ріс на південному березі озера, особливо в районі дельти Ілі, слугував відмінним притулком для птахів і тварин. Зміна гідрологічного режиму нижче Капчагайського водосховища призвела до деградації дельти Ілі — від 1970 року її площа зменшилася з 3046 км² до 1876 км², унаслідок чого скоротилися водно-болотні угіддя і тугаї — місця проживання птахів і звірів. Освоєння земель, застосування пестицидів, перевипас худоби й вирубки очерету також вплинули на біорізноманіття басейну. З 342 видів хребетних 22 занесені до Червоної книги Казахстану. У лісах дельти до середини XX століття водився туранський тигр, який харчувався дикими свинями. У пониззя Ілі в 1940-х роках зусиллями А. О. Слудського було акліматизовано завезену з Канади ондатру. Багаті на крохмаль кореневища рогозу стали для неї хорошим кормом, однак за останні роки в зв'язку з постійними зимовими паводками, які виникають внаслідок скидів з Капчагая, і вирубкою очерету місця проживання ондатри зруйновані і повністю припинений її промисел, що доходив раніше до 1 млн тваринок на рік.
Балхаш належить до ареалу великих бакланів, чирків, фазанів, беркутів і чепур. Зі 120 видів птахів до Червоної книги потрапили 12, в тому числі рожевий і кучерявий пелікани, косар, лебідь-кликун і орлан-білохвіст.